# Tortuga de rierol
La tortuga de rierol ibero-magrebí (Mauremys leprosa) és una espècie de tortuga d'aigua de la família Geoemydidae. Durant un temps fou considerada una subespècie de Mauremys caspica. Juntament amb la tortuga d'estany és una de les espècies de tortuga aquàtica autòctones de la península Ibèrica. D'hàbits depredadors, també ingereix aliment d'origen vegetal i només surt de l'aigua per a prendre el sol. Viu en aigües continentals de rius i pantans. Es troba en un estat de conservació de "vulnerable" per culpa de la degradació i/o destrucció del seu hàbitat (desecació de zones humides) i de la competència d'espècies introduïdes per l'home com la tortuga d'orelles vermelles, la tortuga d'orelles grogues (dues subespècies de la tortuga de Florida).

## Taxonomia
Té descrites dues subespècies:
- M. l. leprosa (Schweiger, 1812); Tortuga de rierol ibèrica
- M. l. saharica Schleich, 1996; Tortuga de rierol magrebí

## Morfologia
Té una closca de color verd terrós o marró i una longitud mitjana de 15 cm, encara que en captivitat pot superar els 20 cm. És aplanada, amb la quilla vertebral lleugerament marcada. El plastró és groc, de vegades amb taques negres. També té línies ataronjades o vermelloses al coll. Schweigger va descriure aquesta espècie el 1812, i li va atorgar el qualificatiu de leprós perquè els primers exemplars que va examinar eren vells i presentaven sutures infectades en les closques que feien recordar la lepra entre les escates. Aquestes tortugues solen tenir un aspecte molt desgastat i brut que reforça aquest nom: els solen créixer algues sobre la closca i solen tenir la closca i la pell desgastades. A més, els exemplars joves solen tenir taques ataronjades o vermelloses en escuts i potes, que poden recordar a ulceracions.

## Ecologia

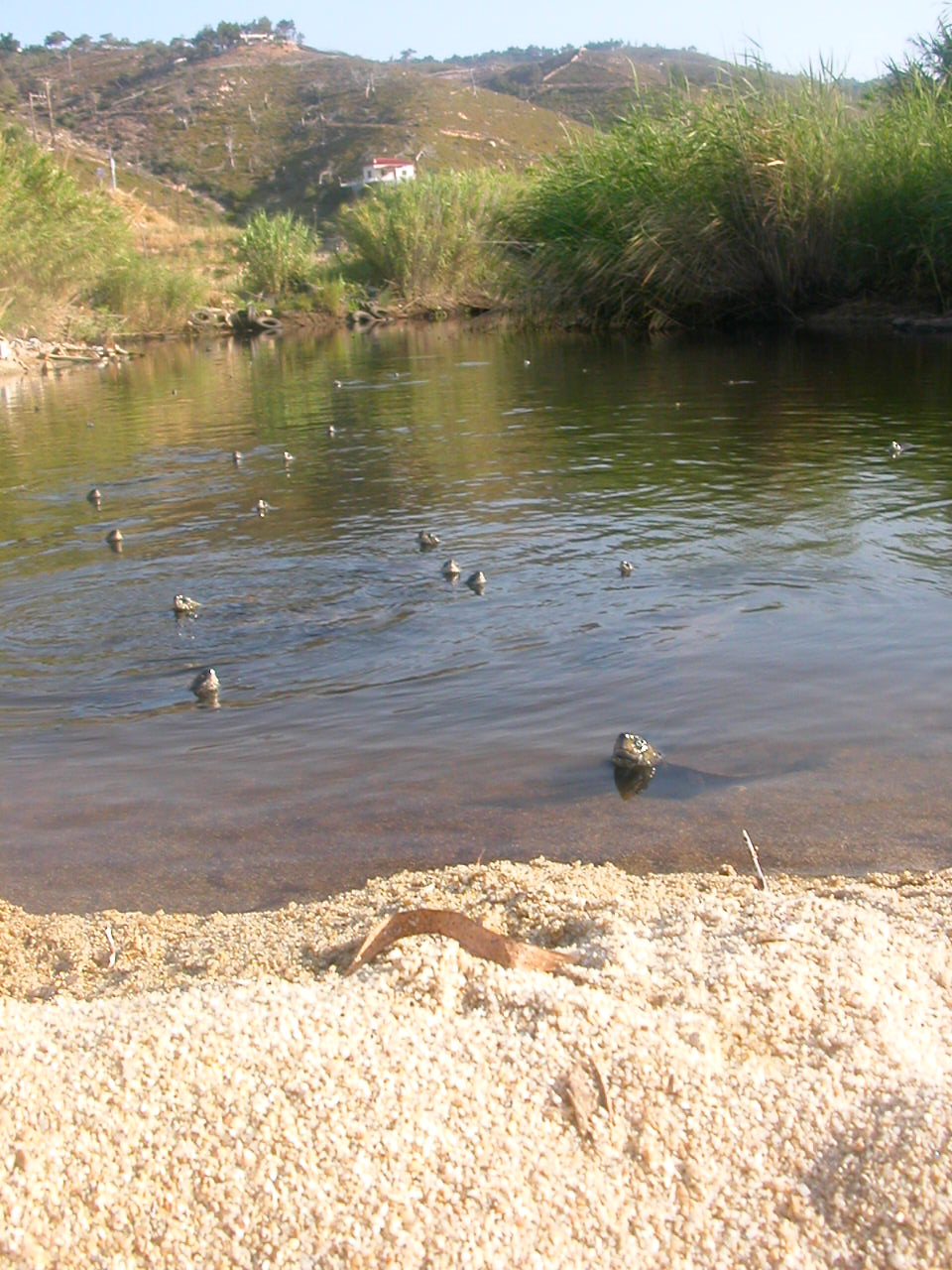
Hàbitat de la tortuga de rierol

Es troba de manera natural a la major part de la península Ibèrica, on hi ha poblacions importants en llocs com el Pla de Tudela al Cap de Creus, el sud de França i a l'Àfrica del Nord (Marroc, Algèria i Tunísia), però és especialment comuna al sud peninsular. La destrucció del seu hàbitat i la competència d'espècies tropicals introduïdes (com la tortuga de Florida) fan de la tortuga de rierol una espècie vulnerable segons la llista vermella de la Unió Internacional per a la Conservació de la Natura (UICN). Per aquest motiu, gaudeix d'una protecció especial per part de la Unió Europea pel Conveni de Berna. Queda totalment prohibida la captura de tortugues salvatges, la destrucció i la degradació del seu hàbitat.
Com totes les tortugues d'aigua, és una tortuga carnívora, s'alimenta sobretot de granotes, tritons, gasteròpodes, insectes, cucs, petits crustacis, petits peixos, sangoneres, entre d'altres.
Hibernant a partir de primers de novembre, reprèn l'activitat al març, quan comença el període de reproducció. Presenta dimorfisme sexual: Les femelles tenen la cua més petita, el plastró pla i són més grans. Els mascles tenen les ungles del davant més llargues i tenen el plastró còncau, són molt agressius i persegueixen les femelles mossegant-les, fins i tot podent arribar-les a matar. Les femelles ponen entre maig i juny dues o tres postes, i enterren de tres a quinze ous per posta d'ous que s'incuben amb la temperatura del sòl. La clova és dura i les mares els enterren en sòls tous. Quan desclouen, les cries solen mesurar entre dos i tres centímetres.